# Języczek strefowany

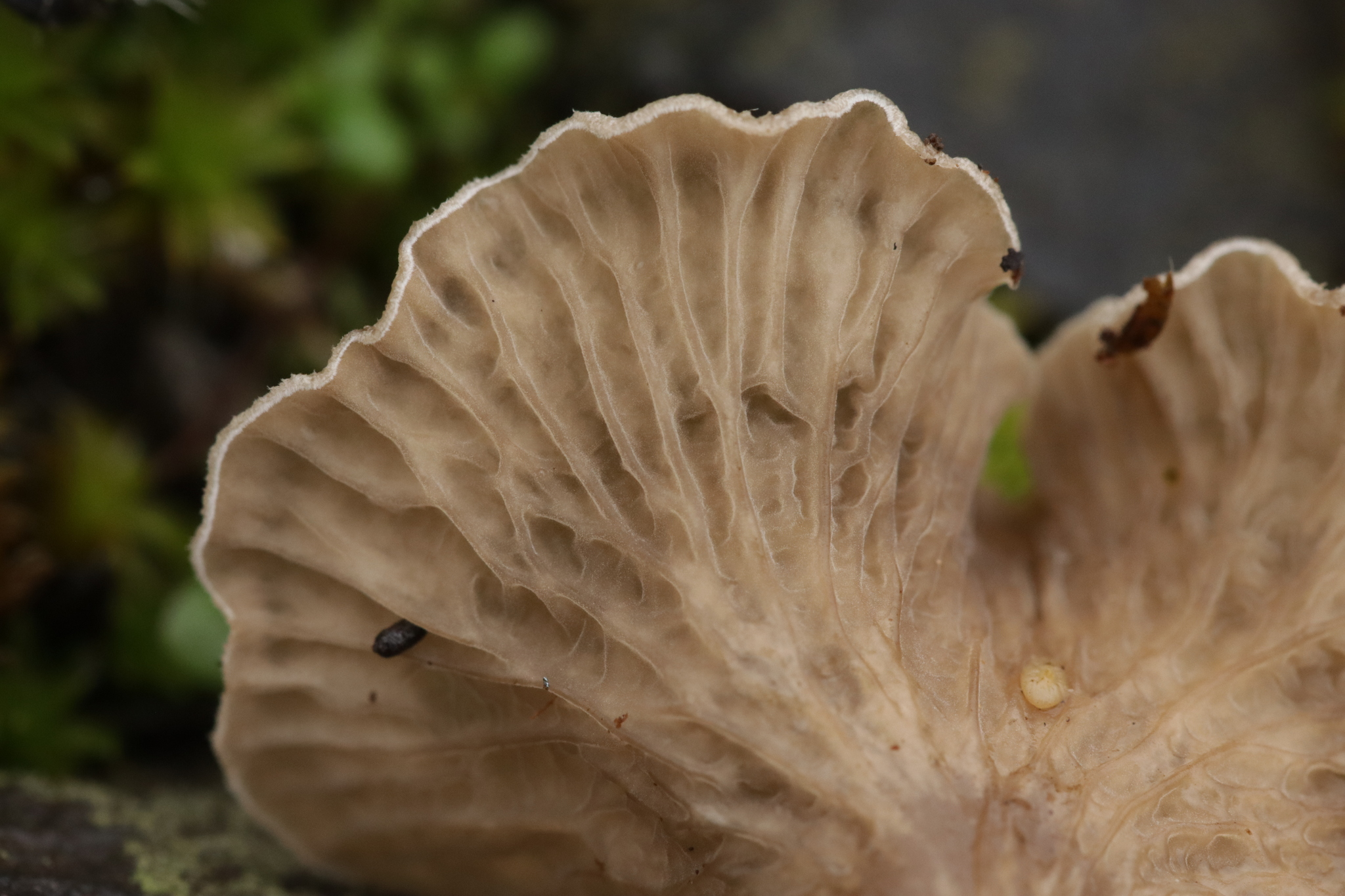

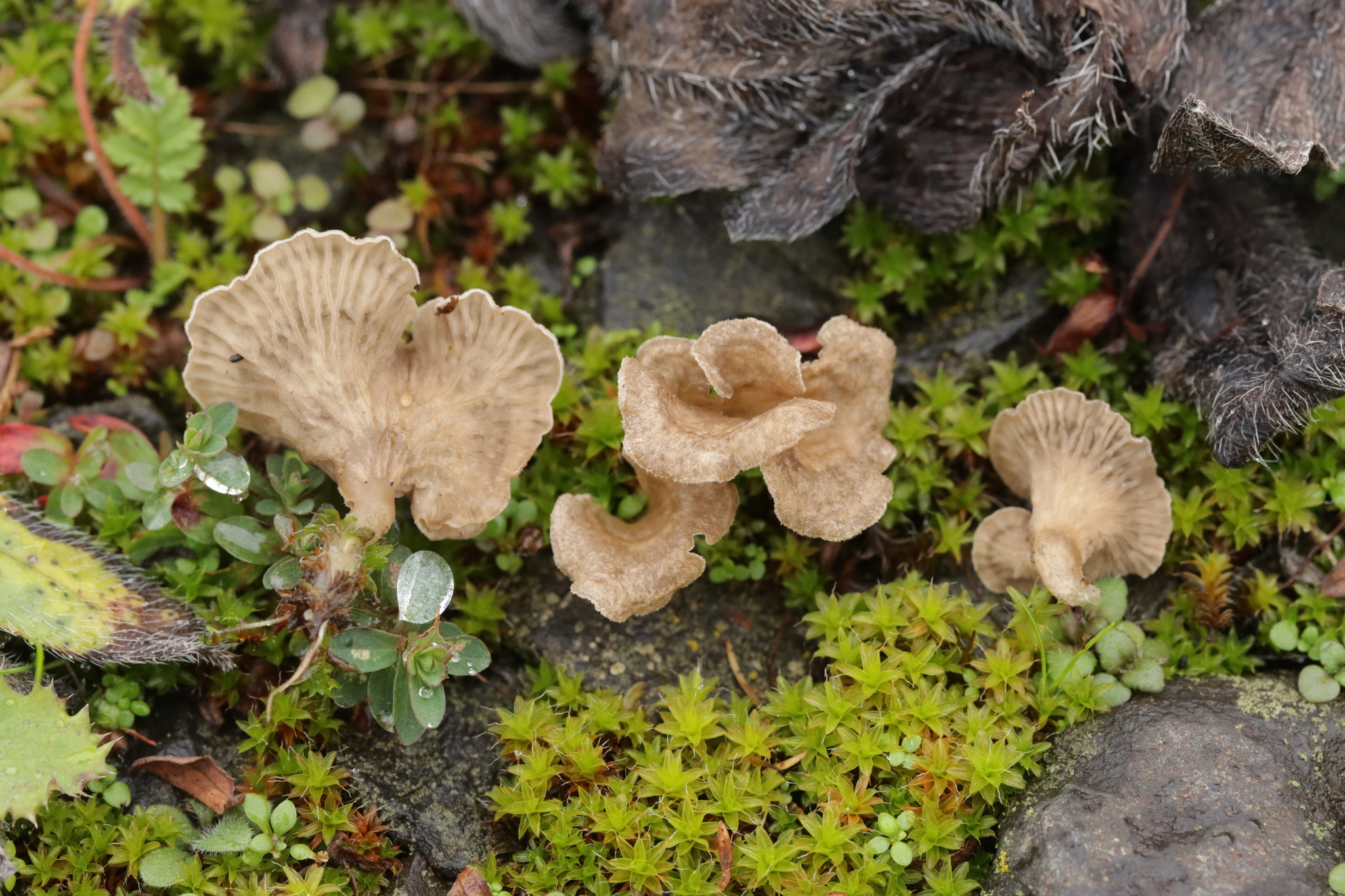

Języczek strefowany (Arrhenia spathulata (Fr.) Redhead) – gatunek grzybów z rodziny wodnichowatych (Hygrophoraceae).

## Systematyka i nazewnictwo
Pozycja w klasyfikacji według Index Fungorum: Arrhenia, Hygrophoraceae, Agaricales, Agaricomycetidae, Agaricomycetes, Agaricomycotina, Basidiomycota, Fungi.
Po raz pierwszy gatunek ten opisał w 1828 r. Elias Fries, nadając mu nazwę Cantharellus spathulatus. Później gatunek ten zaliczany był do różnych innych rodzajów. Obecną, uznaną przez Index Fungorum nazwę, nadał mu Scott Alan Redhead w 1984 r.
Ma 20 synonimów. Niektóre z nich:
- Arrhenia muscigena (Bull.) Honrubia & Folgado 1984
- Arrhenia retiruga var. spathulata (Fr.) Gminder 200
- Leptoglossum spathulatum (Fr.) Velen. 1925
- Leptotus muscigenus (Bull.) Maire 1933[2].

W 1896 r. Franciszek Błoński nadał mu polską nazwę języczek mszarowy. Władysław Wojewoda w 1999 r. zmienił ją na języczek strefowany.

## Morfologia
Owocnik
Kapelusz łopatkowaty lub muszlowaty o szerokości 0,8–2 cm. Powierzchnia kapelusza koncentrycznie strefowana i delikatnie omszona. Trzon o wysokości 1–3 mm, tej samej barwy co kapelusz, nagi lub delikatnie omszony. Jest higrofaniczny; w stanie wilgotnym szary do szarobrązowego, w stanie suchym jasnobrązowy. Hymenofor żyłkowaty, tej samej barwy co kapelusz. Żyłki dichonomicznie rozgałęziają się dochodząc do samego brzegu kapelusza.
Cechy mikroskopowe
Cystyd brak. Podstawki 28–37 × 4–8 μm, cylindryczne do maczugowatych, 4-zarodnikowe. Sterygmy zgięte o długości 4–7 μm. Zarodniki elipsoidalne lub łezkowate, szkliste, nieamyloidapne, 7–10 × 4–5,5–6 μm. Na strzępkach brak sprzążek.

## Występowanie i siedlisko
Podano stanowiska języczka strefowanego w Ameryce Północnej, Europie i Azji. W Europie występuje na całym obszarze od Morza Śródziemnego po północne krańce Półwyspu Skandynawskiego i od Islandii po Ural. W Polsce W. Wojewoda w 2003 r. przytoczył 13 stanowisk. W Czerwonej liście roślin i grzybów Polski ma status E – gatunek wymierający, którego przeżycie jest mało prawdopodobne, jeśli nadal będą działać czynniki zagrożenia. Aktualne i dość liczne stanowiska podaje internetowy atlas grzybów.
Występuje w lasach i na łąkach, w zbiorowiskach Peucedano-Pinetum i Spergulo vernalis-Corynephoreum. Jest obligatoryjnym pasożytem mchów z gatunku pędzliczek wiejski (Syntrichia ruralis), bardzo rzadko innych z rodzaju sierpowiec (Drepanocladus). W Polsce tworzy owocniki od marca do listopada.